# Station Égletons
Station Égletons is een spoorwegstation in de Franse gemeente Égletons.